# Ytterträsket (sjö i Finland)
Ytterträsket är en sjö i Borgå stad i Finland.   Den ligger i landskapet Nyland, i den södra delen av landet, 50 km nordost om huvudstaden Helsingfors. Ytterträsket ligger 33 meter över havet. Den ligger vid sjön Papinjärvi. I omgivningarna runt Ytterträsket växer i huvudsak blandskog. Arean är 4,4 hektar och strandlinjen är 0,94 kilometer lång. Sjön  ingår i Illbyåns huvudavrinningsområde. 